# الكسر (القفر)

تعديل مصدري - تعديل

الكسر محلة تابعة لقرية الضيق، التابعة لعزلة النخلة بمديرية القفر إحدى مديريات محافظة إب في الجمهورية اليمنية، بلغ تعداد سكانها 46 حسب تعداد اليمن لعام 2004.